# Anacis hercana
Anacis hercana là một loài tò vò trong họ Ichneumonidae.